# МАЗ-6312
МАЗ-6312 — бортовий автомобіль з колісною формулою 6х4, що випускається Мінським автозаводом з 2007 року і прийшов на заміну МАЗ-6303. Пропонується також довгобазна версія під назвою МАЗ-6310.
Двигун ЯМЗ-6581.10 потужністю 400 к.с.), коробка передач: 9-ст. ЯМЗ-239 або 9-ст. 9JS135А.

## Модифікації
- МАЗ-6312A5
- МАЗ-6312A8
- МАЗ-6312A9 (з автопоїздом)
- МАЗ-6312М7 (з новою кабіною)